# 野口幸司
野口 幸司（のぐち こうじ、1970年6月5日 - ）は、千葉県出身の元サッカー選手、指導者、解説者。ポジションはフォワード、ミッドフィールダー。

## 略歴

### 高校時代
船橋市立船橋高等学校ではインターハイ2連覇、高校選手権でも準優勝を経験するなど、初期の黄金時代を築く主役として活躍した。高校1年生からレギュラーで出場しており、当時は小川誠一（元名古屋グランパスエイト）、曽我豊明（元水戸ホーリーホック）と野口の3人が市船の将来を託された選手であった。高校2年生のとき高校総体インターハイ（北海道開催）では、初出場初優勝を飾っている。その後、野口が3年生のときも高校総体インターハイでも優勝しており、高校総体2連覇を達成した。特にこの大会では野口は毎試合得点をしており優勝の原動力であった。この時はMFでありゲームも作るが得点もするチームの頭脳であった。

### プロ入り後
ベルマーレ平塚（現湘南ベルマーレ）の黄金期を支えたエースストライカー。1994年にJリーグに昇格したベルマーレ平塚の、リーグ戦での初得点者でもある（ヴェルディ川崎戦 1994年3月）。
プレースタイルはワンタッチゴーラータイプで、シュート力、ヘディング、ドリブルなど、特段秀でたものはなかったが、決定力が非常に高く、シュート1本あたりのゴール確率はJリーグトップクラスであった。また、ベルマーレ在籍当時は、ベッチーニョ、アウミールと典型的なドリブル突破からラストパスを送るタイプの選手が在籍したためにあまり目立たなかったが、ジャパンフットボールリーグ当時はウインガーとしてプレーするなど、サイドからのパスにも非凡な面を持っていた。
1995年の元旦、第74回天皇杯全日本サッカー選手権大会決勝では2ゴールを挙げてチームを優勝に導いた。同年の5月3日、サントリーシリーズ第13節鹿島アントラーズ戦でJリーグ1試合個人最多得点記録となる5得点を記録。この試合は新人であった中田英寿がJリーグ初得点を記録した試合であり、ベルマーレが7-0で勝利した。中田は後半に野口の得点もアシストしている。この記録は湘南ベルマーレとなって以降を含め、最多得点差試合である。
この得点力が認められ、加茂周監督により日本代表に召集されるが、1試合の出場にとどまり、以降召集されることはなかった。

### 引退後
星稜高校、実践学園高校でコーチを務め、テレビ東京やWOWOWのサッカー解説としても活動。2015年からはアローレ八王子の監督兼アドバイザーに就任。2022年9月1日、双方合意のもと8月31日付で八王子の監督を退任すると発表された。
2023年4月3日に清水エスパルスのトップチームコーチに就任した。

## 所属クラブ
- 千葉市立さつきが丘中学校
- 市立船橋高等学校
- 1989年 - 1997年 フジタ/ベルマーレ平塚
- 1997年 川崎フロンターレ
- 1998年 - 1999年 名古屋グランパスエイト
- 2000年 大宮アルディージャ

## 個人成績
| 国内大会個人成績 | 国内大会個人成績 | 国内大会個人成績 | 国内大会個人成績 | 国内大会個人成績 | 国内大会個人成績 | 国内大会個人成績 | 国内大会個人成績  | 国内大会個人成績 | 国内大会個人成績 | 国内大会個人成績 | 国内大会個人成績 |
| 年度             | クラブ           | 背番号           | リーグ           | リーグ戦         | リーグ戦         | リーグ杯         | リーグ杯          | オープン杯       | オープン杯       | 期間通算         | 期間通算         |
| 年度             | クラブ           | 背番号           | リーグ           | 出場             | 得点             | 出場             | 得点              | 出場             | 得点             | 出場             | 得点             |
| 日本             | 日本             | 日本             | 日本             | リーグ戦         | リーグ戦         | JSL杯/ナビスコ杯 | JSL杯/ナビスコ杯  | 天皇杯           | 天皇杯           | 期間通算         | 期間通算         |
| ---------------- | ---------------- | ---------------- | ---------------- | ---------------- | ---------------- | ---------------- | ----------------- | ---------------- | ---------------- | ---------------- | ---------------- |
| 1989-90          | フジタ           | 29               | JSL1部           | 1                | 0                | 0                | 0                 |                  |                  |                  |                  |
| 1990-91          | フジタ           | 13               | JSL2部           | 12               | 2                | 0                | 0                 |                  |                  |                  |                  |
| 1991-92          | フジタ           | 7                | JSL2部           | 28               | 19               | 3                | 0                 |                  |                  |                  |                  |
| 1992             | フジタ           | 7                | 旧JFL1部         | 15               | 11               | -                | -                 | 4                | 2                | 19               | 13               |
| 1993             | フジタ           | 7                | 旧JFL1部         | 18               | 10               | 4                | 2                 | 1                | 0                | 23               | 12               |
| 1994             | 平塚             | -                | J                | 42               | 19               | 1                | 0                 | 5                | 5                | 48               | 24               |
| 1995             | 平塚             | -                | J                | 49               | 23               | -                | -                 | 0                | 0                | 49               | 23               |
| 1996             | 平塚             | -                | J                | 27               | 11               | 10               | 1                 | 3                | 1                | 40               | 13               |
| 1997             | 平塚             | 11               | J                | 12               | 0                | 6                | 4                 | -                | -                | 18               | 4                |
| 1997             | 川崎             | 36               | 旧JFL            | 15               | 9                | -                | -                 | 3                | 1                | 18               | 10               |
| 1998             | 名古屋           | 13               | J                | 13               | 6                | 2                | 1                 | 2                | 1                | 17               | 8                |
| 1999             | 名古屋           | 13               | J1               | 6                | 0                | 1                | 0                 | 0                | 0                | 7                | 0                |
| 2000             | 大宮             | 9                | J2               | 31               | 5                | 1                | 0                 | 3                | 1                | 35               | 6                |
| 通算             | 日本             | 日本             | J1               | 149              | 59               | 20               | 6                 | 10               | 7                | 179              | 72               |
| 通算             | 日本             | 日本             | J2               | 31               | 5                | 1                | 0                 | 3                | 1                | 35               | 6                |
| 通算             | 日本             | 日本             | JSL1部           | 1                | 0                | 0                | 0\|\|\|\|\|\|\|\| |                  |                  |                  |                  |
| 通算             | 日本             | 日本             | JSL2部           | 40               | 21               | 3                | 0\|\|\|\|\|\|\|\| |                  |                  |                  |                  |
| 通算             | 日本             | 日本             | 旧JFL            | 48               | 30               | 4                | 2                 | 8                | 3                | 60               | 35               |
| 総通算           | 総通算           | 総通算           | 総通算           | 269              | 115              | 28               | 8\|\|\|\|\|\|\|\| |                  |                  |                  |                  |

その他の公式戦
- 1995年
  - XEROX SUPER CUP 1試合1得点

## 代表歴

### 試合数
- 国際Aマッチ 1試合 0得点(1995年)[1]

| 日本代表 | 国際Aマッチ | 国際Aマッチ |
| 年       | 出場        | 得点        |
| -------- | ----------- | ----------- |
| 1995     | 1           | 0           |
| 通算     | 1           | 0           |

### 出場
| No. | 開催日         | 開催都市 | スタジアム                                 | 対戦相手   | 結果 | 監督   | 大会         |
| --- | -------------- | -------- | ------------------------------------------ | ---------- | ---- | ------ | ------------ |
| 1.  | 1995年08月06日 | 京都府   | 京都市西京極総合運動公園陸上競技場兼球技場 | コスタリカ | ○3-0 | 加茂周 | 国際親善試合 |

## 指導歴
- 2015年 - 2022年8月 アローレ八王子 監督兼アドバイザー
- 2023年4月 - 同年12月 清水エスパルス コーチ